# Pentacerotidae
Pentacerotidae é uma família de peixes da subordem Percoidei, superfamília Percoidea. São conhecidos como espartanos ou peixes-javali.

## Espécies
- Género Evistias Jordan, 1907
  - Evistias acutirostris (Temminck and Schlegel, 1844)
- Género Histiopterus Temminck and Schlegel, 1844
  - Histiopterus typus Temminck and Schlegel, 1844
- Género Parazanclistius Hardy, 1983
  - Parazanclistius hutchinsi Hardy, 1983
- Género Paristiopterus Bleeker, 1876
  - Paristiopterus gallipavo Whitley, 1944
  - Paristiopterus labiosus (Günther, 1872)
- Género Pentaceropsis
  - Pentaceropsis recurvirostris (Richardson, 1845)
- Género Pentaceros Cuvier in Cuvier and Valenciennes, 1829
  - Pentaceros capensis Cuvier in Cuvier and Valenciennes, 1829
  - Pentaceros decacanthus Günther, 1859
  - Pentaceros japonicus Steindachner, 1883
  - Pentaceros quinquespinis Parin and Kotlyar, 1988
- Género Pseudopentaceros Bleeker, 1876
  - Pseudopentaceros richardsoni (Smith, 1844)
  - Pseudopentaceros wheeleri Hardy, 1983
- Género Zanclistius Jordan, 1907
  - Zanclistius elevatus (Ramsay and Ogilby, 1888)